# Melonek
Melonek is een plaats in het Poolse district  Kielecki, woiwodschap Święty Krzyż. De plaats maakt deel uit van de gemeente Łagów en telt 210 inwoners.